# Гербы районов Ингушетии
Список гербов муниципальных образований Республики Ингушетия Российской Федерации.
Республика Ингушетия состоит из 9 муниципальных образований: 5 городских округов (с центрами в городах Магас, Карабулак, Малгобек, Назрань,и Сунжа) и 4 муниципальных районов.

## Гербы городских округов Ингушетии
| Герб | Наименование                             | Дата утверждения | Номер в ГГР |
| ---- | ---------------------------------------- | ---------------- | ----------- |
|      | Герб городского округа «город Магас»     | 11 октября 2008  | 1073        |
|      | Герб городского округа «город Карабулак» | 22 мая 2015      | 10364       |
|      | Герб городского округа «город Малгобек»  | 29 января 2010   |             |

| Герб | Наименование                           | Дата утверждения | Номер в ГГР |
| ---- | -------------------------------------- | ---------------- | ----------- |
|      | Герб городского округа «город Назрань» | 25 августа 2016  | 6652        |
|      | Герб городского округа «город Сунжа»   | нет данных       |             |

## Гербы муниципальных районов
| Герб | Наименование                                         | Дата утверждения | Номер в ГГР |
| ---- | ---------------------------------------------------- | ---------------- | ----------- |
|      | Герб муниципального образования «Джейрахский район»  | 11 октября 2010  |             |
|      | Герб муниципального образования «Малгобекский район» | 11 октября 2001  | 11251       |

| Герб | Наименование                                         | Дата утверждения | Номер в ГГР |
| ---- | ---------------------------------------------------- | ---------------- | ----------- |
|      | Герб муниципального образования «Назрановский район» | 2 марта 2016     |             |
|      | Герб муниципального образования «Сунженский район»   | 27 января 2016   |             |